# Sonic Rush Adventure
Sonic Rush Adventure (яп. ソニック ラッシュ アドベンチャー Соникку Рассю Адобэнтя:) — видеоигра серии Sonic the Hedgehog в жанре платформер, разработанная студиями Sonic Team и Dimps и выпущенная осенью 2007 года эксклюзивно для портативной игровой консоли Nintendo DS. Издателем игры выступила компания Sega.
Платформер является продолжением Sonic Rush. Игровой процесс сиквела не подвергся кардинальным изменениям: от игрока всё так же требуется пройти несколько уровней, по пути уничтожая врагов и собирая золотые кольца. Исследуют игровые зоны два персонажа — ёж Соник и кошка Блейз. Сюжетная линия строится вокруг приключений команды Соника на Южном Острове и их борьбы против союза врагов — доктора Эггмана и Эггмана Неги.
Разработка Sonic Rush Adventure началась в 2006 году. Благодаря высоким продажам Sonic Rush, команда решила создать на её основе продолжение. В ходе разработки проекта студии внесли некоторые изменения и улучшения в игровой процесс и визуальный стиль. После выхода платформер получил от прессы положительные отзывы. К достоинствам игры были отнесены геймплей и графика, но критике подверглись уровни и сюжет.

## Игровой процесс

Соник на уровне «Coral Cave». Персонаж может использовать приём boost, чтобы приобрести неуязвимость к атакам врагов

Sonic Rush Adventure является жанровым платформером, уровни которого выполнены в двухмерной графике, а персонажи — в трёхмерной. Сам геймплей игры, по сравнению с Sonic Rush, практически не подвергся изменениям: персонажу игрока предстоит пройти девять уровней, называемых зонами («Whale Point», «Plant Kingdom», «Machine Labyrinth», «Coral Cave», «Haunted Ship», «Blizzard Peaks», «Sky Babylon», «Pirates’ Island», «Big Swell», «Deep Core» и «Hidden Island»), каждая из которых разделена на два акта и заполнена различными врагами-роботами — бадниками (англ. Badnik). Сами уровни расположены на островах, и чтобы до них добраться, игроку необходимо на карте мира нарисовать стилусом маршрут от места прибытия к пункту назначения, после чего персонаж садится на один из четырёх типов водного транспорта (водный мотоцикл, корабль, судно на воздушной подушке и подводная лодка), отличающихся между собой по различным характеристикам (например, скоростью передвижения, наличию или отсутствием ракет), и отправляется в путь по морю до выбранной игроком зоны.
Историю игры можно пройти двумя персонажами — Соником и Блейз. Изначально игровым персонажем платформера выступает ёжик, но после прохождения «Coral Cave» игрок может проходить уровни и за кошку. На зонах оба героя могут атаковать врагов четырьмя разными способами: путём сворачивания в шар во время прыжка; с помощью приёма spin dash, разгоняясь на месте и атакуя скоростным ударом в перекате; атаковав врага в воздухе; либо с помощью приёма boost (ускорение). Во время прохождения уровней Соник и Блейз собирают золотые кольца, которые служат защитой от врагов, а при сборе 100 штук — дают дополнительную жизнь. Если персонажу будет нанесён урон, то он потеряет все кольца, а без них при повторном нападении он может погибнуть. В таком случае прохождение игры начинается либо заново, либо с контрольной точки. Выпавшие после получения урона кольца можно собрать, но только в течение ограниченного времени и не более 20 штук. Кроме колец, на зонах разбросаны многочисленные бонусы, хранящиеся в специальных капсулах — например, дополнительная жизнь или временная неуязвимость. От предшественника заимствована система трюков, с помощью которых заполняется шкала «Tension Gauge» для быстрого прохождения игры. Помимо трюков, шкала может быть заполнена благодаря уничтожению врагов, прохождению через вышеупомянутые контрольные точки и сбору бонусов. Когда «Tension Gauge» заполнена полностью, персонаж начинает мерцать, становясь неуязвимым ко многим врагам, а если пуста, то приём boost не может быть использован. Прохождение каждой зоны ограничено десятью минутами; в зависимости от затраченного на прохождение времени, в конце акта игроку начисляются бонусные очки, выставляется ранг (оценка; самый худший ранг — «C», лучший — «S»), и присуждаются материалы, нужные лису Тейлзу для постройки плавательных средств передвижения. Для завершения прохождения герою на первых двух актах необходимо коснуться большого сундука.
После прохождения двух актов зоны, игрок сражается с боссом. Главными врагами для Блейз и Соника выступают большие роботы, капитан пиратов Вискер, доктор Эггман и его двойник Эггман Нега. В отличие от обычных уровней, битвы с боссами выполнены в трёхмерной графике, и, соответственно, имеют несколько иной игровой процесс (например, отсутствует шкала «Tension Gauge» и, следовательно, возможность ускорятся). Сами сражения идентичны аналогичным уровням из предыдущих частей серии Sonic the Hedgehog: для победы необходимо уворачиваться от атак врага, после чего его нужно атаковать в слабое место. В схватке с финальным боссом, которая открывается после сбора всех семи Сол Изумрудов и Изумрудов Хаоса, игрок может, на своё усмотрение, контролировать одного из двух героев в супер-форме — Супер Соника и Огненную Блейз. Пребывание ежа и кошки в этой форме ограничено числом имеющихся у него и неё колец, которое ежесекундно уменьшается. Когда у персонажей не остаётся колец, они оба теряют жизнь. После победы над финальным боссом, игроку показывают видеоролики, завершающие игру.
Кроме основного режима, названного в игре как «Adventure», в Sonic Rush Adventure доступно ещё два дополнительных: однопользовательский «Time Attack» и многопользовательский «Battle», причём последний, в свою очередь, делится ещё на «DS Wireless Play» и «DS Download Play». Чтобы получить доступ к специальному меню с режимами, игроку нужно найти в доме Марин объект, стилизованный под аркадный автомат. Оба режима имеют поддержку сетевой игры через службу Nintendo Wi-Fi Connection. Как в сюжете, здесь игроки также проходят уровни за Соника или Блейз. В режиме «Battle» необходимо дойти до конца зоны раньше соперника. На уровнях присутствуют различные бонусы, которые помогают замедлить соперника. В отличие от основной игры, где для прохождения зон используются два экрана приставки, действие игрока в «Battle» отображается только на верхнем экране, а нижний служит для показа текущего местоположения оппонента. Все результаты игры заносятся в онлайн-таблицу. «Time Attack» ничем не отличается от основного режима, за исключением того, что у игрока отсутствуют жизни. Целью режима является пройти уровень (включая сражения с боссами) как можно быстрее. Помимо вышеперечисленных режимов, в «Adventure» игрок может проходит различные миссии (например, собрать за ограниченное время определённое количество колец или уничтожить противника), которые не влияют на саму сюжетную линию игры (кроме заданий, где нужно собирать Сол Изумруды для кошки Блейз).

Соник и Джонни сражаются на «Special Stage» за Изумруд Хаоса. Камни нужны ежу для того, чтобы в конце сюжета трансформироваться в свою супер-форму

### Особый уровень
В Sonic Rush Adventure присутствуют специальные этапы («Special Stage») — особые уровни, предназначенные для сбора Изумрудов Хаоса. Существует семь таких уровней, и на них, в отличие от подобных уровней из предыдущих играх серии, попасть с обычной зоны нельзя. Чтобы попасть на «Special Stage», игроку в сюжетной линии Соника нужно отыскать пирата Джонни в семи (по количеству Изумрудов) различных точках карты мира и согласиться на его вызов — принять участие в гонке на водных мотоциклах. Действие игры происходит на море. Управление персонажем на «Special Stage» осуществляется с помощью стилуса. Цель для персонажа игрока на всех семи особых уровнях одна — прийти первым к финишу гонки. На пути главного героя встречаются препятствия (шипы, ракеты), при столкновении с которыми мотоцикл получает повреждения, а его скорость — уменьшается. Кольца помогают игроку восстанавливать повреждённое транспортное средство и, наряду с выполнением трюков на трамплинах, заполняют шкалу «Tension Gauge» для быстрого прохождения уровня.
В случае удачного прохождения «Special Stage», персонаж получает Изумруд Хаоса и возвращается обратно в основную игру; в противном случае игрок может переиграть уровни в рамках миссии «Кубок Викингов». Блейз, в отличие от Соника, не может попасть на специальный этап, так как она получает Сол Изумруды после прохождения заданий, которые ей даёт коала Гардон.

## Сюжет
Ёж Соник и лисёнок Тейлз на самолёте «Торнадо» отслеживают таинственный источник энергии, но плохая погода и отказ двигателя транспорта сводят на нет все их поиски. Герои попадают в эпицентр урагана и оказываются на Южном острове. На побережье Соник и Тейлз встречают енотиху по имени Марин, которая, после недолгого диалога, соглашается помочь своим новым друзьям в исследовании незнакомых для них территорий. На протяжении всей игры, герои на водных транспортных средствах обследуют небольшие по размеру острова, собирают материалы для постройки плавательных средств передвижения, знакомятся с друзьями Марин, — коалами, — и сражаются с роботами-пиратами во главе с капитаном Вискером. Пока Соник обследует архипелаг, капитан пиратов в это же время крадёт у кошки Блейз Драгоценный скипетр. Данная неприятность побудила владелицу реликвии отправиться в приключение с целью вернуть похищенное сокровище. На зоне «Coral Cave» героиня встречается с командой Соника. Сам ёж был удивлён появлением кошки, так как по сюжету игры Sonic Rush она возвратилась в свой родной мир. Тогда Соник и Тейлз понимают, что появившиеся во время шторма ураган переместил их в мир, где живёт Блейз. Лис и ёж соглашаются помочь кошке вернуть скипетр и собрать драгоценные камни — Изумруды Хаоса и Сол Изумруды.
После долгого преследования Вискера, главные герои на подводной лодке находят в пещере пиратское убежище, но путь им преграждает дверь. Прибывший в пещеру капитан случайно раскрывает команде ежа существование камней с символами, которые могут открыть дверь. Отыскав на различных островах три камня с отметками, Соник, Блейз и Тейлз советуют Марин вернуться обратно домой, так как бой с пиратами может быть очень опасным. После ухода енотихи, трио отправляется к подводной пещере и, открыв дверь, оказывается на Пиратском Острове, где их уже заранее поджидали Вискер и его помощник — пират Джонни. Сонику и Блейз удаётся одержать победу над злодеями; после поражения Джонни спасается бегством, а Вискер сбегает на свой корабль и берёт в заложники Марин, которая не послушала совета своих друзей и тайно следовала за своими новыми друзьями. На корабле происходит финальное сражение против лидера пиратов. После победы над противником, Соник, Тейлз и Блейз спасают Марин и забирают украденный ранее Драгоценный скипетр.
После устранения пиратов и сбора драгоценных камней, коала Гардон, один из охранников Блейз, сообщает кошке, что неизвестные снова похитили Драгоценный скипетр. После этого известия, на Южном острове началось мощное землетрясение. Выбежавшая из дома енотихи команда становится свидетелем выхода из воды робота «Egg Wizard», пилотируемого доктором Эггманом и Эггманом Негой, заклятыми врагами Соника и Блейз. После «встречи», злодеи в ходе небольшого диалога заявляют персонажам, что пираты работали на них для поисков скипетра, с помощью которого можно захватить весь мир. Главные герои собираются нарушить планы учёных. Пока герои искали Эггманов, вторые уже сумели воспользоваться силой скипетра, сделав «Egg Wizard» непобедимым. Несмотря на обстоятельства, Соник и Блейз используют Изумруды Хаоса и Сол Изумруды, чтобы превратиться в свои супер-формы. Им практически удаётся победить злодеев; чувствуя близость поражения, Эггман Нега собирается уничтожить планету, но благодаря вмешательству енотихи в дела учёных, ёж и кошка успевают уничтожить робота. В конце игры Тейлз построил судно «SS Tornado EX», благодаря которому, при помощи Изумрудов, он и Соник смогли вернуться обратно домой, а Марин в это же время завершила работу по созданию водного велосипеда для путешествий «SS Super Marine». Перед отправкой в другой мир, ёж и лис прощаются с кошкой, коалами и енотихой, обещая когда-нибудь с ними встретиться, и ещё желают последней удачи в осуществлении её мечты стать капитаном.

## Разработка и выход игры
Sonic Rush Adventure была создана силами студий Sonic Team и Dimps для портативной консоли Nintendo DS. Разработка игры началась в 2006 году и шла параллельно с производством ответвления серии Sonic Rivals 2 и спортивного симулятора Mario & Sonic at the Olympic Games. Дизайнеры и программисты, работавшие над Sonic Advance 3 и Sonic Rush, принимали активное участие в создании проекта. Процессом разработки руководили дизайнеры Сакаэ Осуми и Юкихиро Хигаси, а продюсированием занимался сотрудник Sonic Team Акинори Нисияма. Сценарий был написан Ясуси Отакэ и Акинори Нисиямой. За дизайн уровней отвечали Нобуюки Куроки, Юко Яманоэ и Синобу Хасимото. Ведущими программистами стали Такая Яманэ и Тинами Исидзаки, в роли художника выступил Юдзи Уэкава.
Решение о создании продолжения было принято в связи с успешными продажами Sonic Rush. При создании игры разработчики вдохновлялись романами, фильмами и телевизионными передачами, действие которых происходит на море. Студии решили заимствовать геймплей и движок предшественника, в результате чего продолжение вновь представляет собой двухмерный платформер с акцентом на высокую скорость. Помимо геймплея, в сиквел были внесены некоторые изменения и нововведения: в игре используется морская тематика, и, как следствие этого, в проекте присутствуют пираты, моря и задания на лодках. В Sonic Rush Adventure были впервые представлены такие персонажи, как роботы капитан Вискер и Джонни, созданные доктором Эггманом и Эггманом Негой, а также енотиха Марин. Они выступают в сюжете в роли злодеев и союзников главных героев — ежа Соника и кошки Блейз. В зависимости от выбора языка в меню игры, новые персонажи в английской версии разговаривают на австралийском диалекте или с кансайским акцентом в японской. Как и в Sonic Rush, в сиквеле вновь появился лис Тейлз, который выступает в роли помощника Соника.
Игра была анонсирована 16 апреля 2007 года. 10 мая того же года представители Sega распространяли для журналистов более подробную информацию о запланированной к выпуску игре. На выставках E3 Media and Business Summit и Tokyo Game Show игроки могли пройти демоверсию платформера. Выход Sonic Rush Adventure состоялся 13 сентября 2007 года в Европе, 18 сентября в Северной Америке и 18 октября в Японии. Позднее сюжет игры был адаптирован в № 180 комиксов Sonic the Hedgehog от компании Archie Comics, а енотиха Марин не раз появлялась в последующих номерах данного издания.

## Музыка
Созданием музыкального сопровождения для Sonic Rush Adventure занимались композиторы из лейбла звукозаписи Wave Master: Тэрухико Накагава (он же по совместительству являлся звукорежиссёром), Томоя Отани, Сэйро Окамото и Марико Намба. Композиции в игре звучат в нетипичном для серии Sonic the Hedgehog стиле фанк и хип-хоп. По словам Тэрухико Накагавы, он, вместе со своей командой музыкантов, хотел сохранить стиль, утвердившиеся в Sonic Rush, и старался не подвести поклонников серии. Квартет композиторов в целом остался доволен проделанной работой, но ограниченные аппаратные характеристики приставки несколько подпортили положительное впечатление о разработке платформера.
Исполнителем главной музыкальной темы игры «A New Venture» выступила певица Тахире Уолкер, а слова к ней были написаны Томоя Отани и Сакаэ Осуми. Официальный саундтрек к игре под названием Sonic Rush Adventure Original Soundtrack (яп. ソニック ラッシュ アドベンチャー オリジナルサウンドトラック Соникку Рассю Адобэнтя: Оридзинару Саундоторакку) был выпущен на компакт-диске 18 октября 2007 года в Японии, и включал в себя 52 трека. Позднее, 27 июня 2012 года, этот же альбом был переиздан в сервисе iTunes. Музыка из игры присутствовала в саундтреках True Blue: The Best of Sonic the Hedgehog (2008), Sonic Generations: 20 Years of Sonic Music (2011), History of the 1st Stage Original Soundtrack Blue Edition (2011) и Sonic the Hedgehog 25th Anniversary Selection (2016).
| №   | Название                         | Текст песни | Музыка                    | Исполнитель   | Длительность |
| --- | -------------------------------- | ----------- | ------------------------- | ------------- | ------------ |
| 1.  | «A New Venture» (Title Theme)    | Сакаэ Осуми | Томоя Отани               | Тахире Уолкер | 2:43         |
| 2.  | «Training»                       |             | Томоя Отани               |               | 1:36         |
| 3.  | «Plant Kingdom» (Act1&2 Mix)     |             | Томоя Отани               |               | 2:59         |
| 4.  | «Machine Labyrinth» (Act1&2 Mix) |             | Томоя Отани               |               | 3:00         |
| 5.  | «Coral Cave» (Act1&2 Mix)        |             | Марико Намба              |               | 3:12         |
| 6.  | «Haunted Ship» (Act1&2 Mix)      |             | Марико Намба              |               | 2:58         |
| 7.  | «Blizzard Peaks» (Act1&2 Mix)    |             | Томоя Отани               |               | 3:04         |
| 8.  | «Sky Babylon» (Act1&2 Mix)       |             | Томоя Отани               |               | 3:33         |
| 9.  | «Pirates Island» (Act1&2 Mix)    |             | Марико Намба              |               | 3:08         |
| 10. | «Jingle — Act Clear»             |             | Томоя Отани               |               | 0:08         |
| 11. | «Windmill Village Mode 1»        |             | Марико Намба              |               | 1:22         |
| 12. | «Jingle — Dock Constructed»      |             | Сэйро Окамото             |               | 0:19         |
| 13. | «Cutscene — Sailing»             |             | Сэйро Окамото             |               | 0:17         |
| 14. | «Waterbike»                      |             | Сэйро Окамото             |               | 1:41         |
| 15. | «Windmill Village Mode 2»        |             | Марико Намба              |               | 1:22         |
| 16. | «Sailboat»                       |             | Томоя Отани               |               | 1:03         |
| 17. | «Windmill Village Mode 3»        |             | Марико Намба              |               | 2:19         |
| 18. | «Sea Map»                        |             | Марико Намба              |               | 2:01         |
| 19. | «Hovercraft»                     |             | Марико Намба              |               | 2:14         |
| 20. | «Windmill Village Mode 4»        |             | Марико Намба              |               | 3:05         |
| 21. | «Submarine»                      |             | Марико Намба              |               | 1:18         |
| 22. | «Windmill Village Mode 5»        |             | Сэйро Окамото             |               | 1:30         |
| 23. | «Emerald»                        |             | Сэйро Окамото             |               | 0:13         |
| 24. | «Hidden Island»                  |             | Томоя Отани               |               | 1:10         |
| 25. | «Invincible Medley»              |             | Томоя Отани, Марико Намба |               | 1:43         |
| 26. | «Cutscene — Opening»             |             | Сэйро Окамото             |               | 0:38         |
| 27. | «Cutscene — Normal»              |             | Сэйро Окамото             |               | 0:45         |
| 28. | «Cutscene — Tense»               |             | Сэйро Окамото             |               | 0:31         |
| 29. | «Cutscene — Nervous»             |             | Сэйро Окамото             |               | 0:39         |
| 30. | «Cutscene — Island Appears»      |             | Сэйро Окамото             |               | 0:13         |
| 31. | «Cutscene — Blaze Appears»       |             | Сэйро Окамото             |               | 0:11         |
| 32. | «Cutscene — Waiting For Boss»    |             | Сэйро Окамото             |               | 0:26         |
| 33. | «Boss»                           |             | Томоя Отани               |               | 2:50         |
| 34. | «Jingle — Boss Clear»            |             | Томоя Отани               |               | 0:09         |
| 35. | «Puzzle»                         |             | Сэйро Окамото             |               | 1:19         |
| 36. | «Cutscene — Pirates»             |             | Сэйро Окамото             |               | 0:32         |
| 37. | «Boss — Whisker & Johnny»        |             | Томоя Отани               |               | 2:28         |
| 38. | «Cutscene — Attack»              |             | Сэйро Окамото             |               | 0:25         |
| 39. | «Cutscene — Big Swell»           |             | Сэйро Окамото             |               | 0:20         |
| 40. | «Boss — Big Swell»               |             | Томоя Отани               |               | 3:24         |
| 41. | «Jingle — Big Swell Clear»       |             | Томоя Отани               |               | 0:09         |
| 42. | «Cutscene — Big Swell Clear»     |             | Сэйро Окамото             |               | 0:21         |
| 43. | «Cutscene — Eggman Appears»      |             | Сэйро Окамото             |               | 0:22         |
| 44. | «Cutscene — Power»               |             | Сэйро Окамото             |               | 0:49         |
| 45. | «Cutscene — Transform»           |             | Сэйро Окамото             |               | 0:31         |
| 46. | «Boss — Deep Core»               |             | Томоя Отани               |               | 1:53         |
| 47. | «Boss — Deep Core — Allegro»     |             | Томоя Отани               |               | 1:52         |
| 48. | «Jingle — Deep Core Clear»       |             | Томоя Отани               |               | 0:09         |
| 49. | «Cutscene — Formation Reversion» |             | Сэйро Окамото             |               | 0:36         |
| 50. | «Cutscene — Deep Core Clear»     |             | Сэйро Окамото             |               | 1:17         |
| 51. | «End Credits»                    |             | Сэйро Окамото             |               | 2:34         |
| 52. | «Epilogue»                       |             | Сэйро Окамото             |               | 0:19         |

## Озвучивание
Sonic Rush Adventure является последней из основной портативной серии игр, в которой персонажей озвучивали актёры из студии 4Kids Entertainment. В 2010 году их заменили на актёрский состав из Studiopolis (кроме Майка Поллока, озвучивающего Эггмана). Текст на японском языке был озвучен теми же сэйю, что и в предыдущих играх серии, начиная с Sonic Adventure. Несмотря на отсутствие в игре полноценного озвучивания, реплики героев часто сопровождаются определёнными фразами, не являющимися частью самого диалога. Все версии платформера имеют озвучивание только на одном языке в соответствии с регионом консоли, однако в настройках можно сменить язык субтитров.
| Персонаж                   | Японский актёр озвучивания | Английский актёр озвучивания |
| -------------------------- | -------------------------- | ---------------------------- |
| Ёж Соник                   | Дзюнъити Канэмару          | Джейсон Гриффит              |
| Кошка Блейз                | Нао Такамори               | Эрика Шрёдер                 |
| Майлз «Тейлз» Прауэр       | Рё Хирохаси                | Эми Палант                   |
| Капитан Вискер             | Синья Фукумацу             | Рон Хирш                     |
| Джонни                     | Кота Нэмото                | Кристофер Пеллегрини         |
| Доктор Эггман, Эггман Нега | Тикао Оцука                | Майк Поллок                  |
| Примечания: 1. 2.          |                            |                              |

## Оценки и мнения
| Сводный рейтинг       | Сводный рейтинг |
| Агрегатор             | Оценка          |
| --------------------- | --------------- |
| GameRankings          | 80,15 %         |
| Game Ratio            | 79 %            |
| Metacritic            | 78/100          |
| MobyRank              | 81/100          |
| Иноязычные издания    |                 |
| Издание               | Оценка          |
| 1UP.com               | B               |
| AllGame               | [ 21 ]          |
| Edge                  | 5/10            |
| EGM                   | 7,17/10         |
| Eurogamer             | 8/10            |
| G4                    | 4/5             |
| Game Informer         | 7,25/10         |
| GamePro               | [ 54 ]          |
| GameRevolution        | C+              |
| GameSpot              | 8/10            |
| GameSpy               | [ 18 ]          |
| GamesRadar+           | 7/10            |
| GameTrailers          | 7,3/10          |
| IGN                   | 9/10            |
| Nintendo Power        | 9/10            |
| Nintendo World Report | 8,5/10          |
| ONM                   | 92/100          |
| PALGN                 | 7,5/10          |
| Play (UK)             | 8,5/10          |
| VideoGamer            | 8/10            |

Sonic Rush Adventure получила в основном положительные отзывы от критиков. На сайте GameRankings средняя оценка игры составляет 80,15 %, а на Metacritic — 78 баллов из 100 возможных. Журналисты хвалили платформер за игровой процесс и визуальный стиль, но среди недостатков часто называли повторяющиеся уровни и сюжет. К ноябрю 2007 года было продано около 380 тысяч экземпляров игры. Sonic Rush Adventure выиграла в номинации «Лучшая игра 2007 года для Nintendo DS» от сайта IGN, а также получила золотую награду от журнала Official Nintendo Magazine. Кроме наград, в 2010 году редакция последнего провела на своём сайте опрос на тему лучших игр для портативной консоли Nintendo DS. По его итогам Sonic Rush Adventure заняла 39 место.
Рецензенты отмечали заметные улучшения геймплея сиквела по сравнению с предшественником, например уменьшение количества ям, лучшее размещение врагов, а также то, что второстепенные персонажи больше не занимают места в нижней части экрана приставки во время сражений с боссами. Об изменениях писал Райан Дэвис (GameSpot): «Вся механика забега и трюков были большей частью того, что делало геймплей Sonic Rush свежим, и здесь [в сиквеле] они продолжают хорошо работать». Положительно о нововведениях в виде исследования игровых участков и мультиплеера через технологию Wi-Fi отозвался обозреватель Крейг Харрис (IGN); он заявил, что «Sonic Rush Adventure является улучшенным и достойным продолжением Sonic Rush, и это безусловно та игра, которую следует опробовать, если [вы, игроки,] ещё не знакомы с оригиналом». Рецензент Аарон Калузка (Nintendo World Report) к достоинствам отнёс игровую механику, унаследованную от первой части, которая, благодаря 2D- и 3D-графике, делает платформер «живым». Помимо геймплея и графики, критик похвалил мультиплеер и различные побочные миссии, например сбор материалов для строения судна и управление морскими транспортными средствами; но в то же время эти пункты были охарактеризованы рецензентом как «искусственным растягиванием игры», потому что сама сюжетная линия сиквела очень короткая. Алекс Дейл из GamesRadar в своём обзоре сдержанно отозвался о «мини-играх» (так журналист описал миссии и путешествия на водном мотоцикле) платформера. Он писал, что сами мини-игры не так уж плохи, но они могут «затмить» основную игру.
Графика игры и дизайн локаций были положительно оценены прессой. Журналиста Райана Дэвиса впечатлила детализация уровней. В качестве примеров проработки зон он упомянул в своём обзоре густые гигантские джунгли и подводные пещеры со светящимися камнями. Нечто похожее писал рецензент интернет-журнала Eurogamer Том Бромвелл: его порадовала «живая» окружающая среда, «блистательный с яркими кораллами» водный мир, а «интересные» враги ему напомнили на врагов из игр Castlevania. Дэвид Чепмен, представитель сайта GameSpy, положительно отзывался о уровнях, которые ему напомнили игры серии Sonic the Hedgehog эпохи консоли Mega Drive/Genesis, но, несмотря на сходство со старыми частями, они всё равно выглядят свежими. «Теперь, с Sonic Rush Adventure, игроки получат второй раз 2D-потрясение, но с некоторыми 3D-элементами для хорошей меры», — подчеркнул обозреватель.
Игровая пресса в целом положительно отзывалась о музыке из Sonic Rush Adventure. Калузка высоко оценил работу композиторов, которые, по его словам, смогли создать присущий всем современным играм серии Sonic the Hedgehog «хара́ктерный» саундтрек. Восторженный отзыв оставил Харрис. «Очень оптимистичный саундтрек, который подходит для вселенной Соника», — писал он в своей рецензии. Райан Дэвис назвал мелодии «потрясающими». Сдержанный отзыв оставил журналист интернет-портала PALGN Мэтт Келлер. Он отмечал, что хотя сама музыка «высококачественная», но она совершенно не подходит для игры, выполненной на морскую тематику.
Неоднозначно были оценены сюжет и появление енотихи Марин. Положительный отзыв об истории оставил в своём обзоре представитель сайта VideoGamer Уэстли Ин-Пул. «Это всё классический Соник — он не выигрывает ни одной награды „Оскар“, но это очаровательное, хорошее развлечение», — писал он. Для Дейла сюжет платформера показался «неубедительным», а для Харриса — весёлым. Последний также отмечал, что история, которая включает в себя заставки с диалогами персонажей и приключения с кучей миссий, передаётся немного тяжело. Бромвелл в своём обзоре иронизировал по поводу австралийского акцента Марин: «…Её диалог наводит на мысль сценариста, который услышал [австралийский] акцент в пабе, а потом пытался вспомнить, как всё прошло». Помимо нового персонажа, журналист раскритиковал говорящих животных, назвав их «раздражающими». Кроме Бромвелла, о произносимых енотихой фразах писал в рецензии и Калузка. Для него «австралийский сленг» героини показался немного «странным», а сами диалоги в целом медленны и неинтересны. Несмотря на то, что реплики героев оставили у критиков плохое впечатление, последние два рецензента нашли решение данной проблемы — это пропускать заставки. В 2008 году сценарист комиксов Sonic the Hedgehog Ян Флинн заявлял, что хоть и он «с пылающей страстью ненавидит» Марин, но, несмотря на антипатию, про героиню интересно писать и весело её добавлять в сюжетные линии.